# Gertrud Kappel
Gertrud Kappel, coneguda també com a Gertrude Kappel, (Halle/Saale, Alemanya, 1 de setembre de 1884 – Höllriegelskreuth, 3 d'abril de 1971) fou una cantant d'òpera (soprano) alemanya, famosa per les seves interpretacions d'òperes de Richard Wagner.
Kappel va estudiar al Conservatori de Leipzig. Allí va canviar de veu de contralt a veu de soprano. El seu debut va tenir lloc el 1907, com a Leonora en l'òpera Fidelio, de Beethoven, al Teatre d'Òpera de Hannover, on va treballar fins al 1921. En 1912 va fer el seu debut al Royal Opera House (Covent Garden) de Londres, en el paper de Brünnhilde de l'òpera Die Walküre, de Wagner. De 1921 a 1927 va ser membre de l'Òpera Estatal de Viena i entre 1927 i 1932 va treballar a l'Staatsoper de Múnic. Entre 1928 i 1936 va actuar en el Metropolitan Opera deNova York, en un total de 142 representacions. Va debutar en aquell teatre amb Tristan und Isolde, de Wagner, una de les seves òperes de referència, el 16 de gener de 1928, i va cantar per últim cop al Metropolitan el 7 de març de 1936, el paper de Brünnhilde de l'òpera Siegfried, de Wagner. El 1937 es va retirar dels escenaris. El 3 de desembre de 1930 va participar en la primera representació al Metropolitan de l'òpera Elektra, de Richard Strauss.
El 14 d'agost de 1922 va cantar al Festival de Salzburg el paper de Donna Anna de l'òpera Don Giovanni, de Mozart, sota la direcció de Richard Strauss. Entre 1920 i 1933 va cantar com a mínim 57 vegades a l'Òpera de l'Estat de Viena en papers principals. En la dècada del 1930 va cantar amb èxit al Festival de Bayreuth.
Gertrud Kappel va dominar gairebé tot el repertori wagnerià: Senta, Ortrud, Kundry, Isolde i Sieglinde. Les seves interpretacions d'Elektra, de Strauss, i de la Mariscala en Der Rosenkavalier, de Strauss, van ser també famoses. En italià va tenir èxit cantant obres com ara Aida, de Verdi, Tosca, de Puccini, i en els papers d'Amelia de Un ballo in maschera, de Verdi; o en alemany el de Leonora a Fidelio, de Beethoven, o la Martha de Tiefland, d'Eugen d'Albert. Però també va cantar òperes poc cantades, com ara el paper protagonista a Violanta, d'Erich Wolfgang Korngold, o Valentine de Les Huguenots, de Meyerbeer.
Al Gran Teatre del Liceu de Barcelona va actuar el gener de 1926 en el paper d'Isolde de Tristan und Isolde, de Wagner.